# Mettelaurach
Mettelaurach ist ein Gemeindeteil des Marktes Markt Erlbach im Landkreis Neustadt an der Aisch-Bad Windsheim (Mittelfranken, Bayern). Mettelaurach liegt in der Gemarkung Klausaurach.

## Geografie
Durch das Dorf fließt die Mittlere Aurach. Nördlich des Ortes liegt das Brandfeld, 0,5 km östlich das Sandfeld und das Waldgebiet Keilein, 0,5 km südöstlich das Fäulingsfeld und 0,75 km südwestlich das Sandfeld. 1 km südlich liegen die Straßhölzer. Eine Gemeindeverbindungsstraße führt nach Morbach (1,2 km nordöstlich) bzw. nach Klausaurach zur Kreisstraße NEA 24 (1,2 km westlich). Eine weitere Gemeindeverbindungsstraße führt zur Staatsstraße 2252 (1,4 km südöstlich) bzw. nach Rimbach zur NEA 24 (1,4 km nordwestlich).

## Geschichte
Der Ort wurde 1300 als „Mittelnvrach“ erstmals urkundlich erwähnt.
Gegen Ende des 18. Jahrhunderts gab es in Mettelaurach 14 Anwesen (8 Huben, 2 Halbhuben, 1 Mühle, 1 Gut, 1 Gütlein, 1 Häuslein). Das Hochgericht südlich der Aurach übte das brandenburg-bayreuthische Stadtvogteiamt Markt Erlbach aus, nördlich der Aurach das Stadtvogteiamt Neustadt an der Aisch. Die Dorf- und Gemeindeherrschaft und Grundherrschaft über alle Anwesen hatte das Stadtvogteiamt Markt Erlbach.
Von 1797 bis 1810 unterstand der Ort dem Justizamt Markt Erlbach und Kammeramt Neuhof. Im Rahmen des Gemeindeedikts wurde Mettelaurach dem 1811 gebildeten Steuerdistrikt Linden und der 1813 gegründeten Ruralgemeinde Buchen zugeordnet. Mit dem Zweiten Gemeindeedikt (1818) wurde es in die neu gebildete Ruralgemeinde Klausaurach umgemeindet. Am 1. Januar 1972 wurde Mettelaurach im Zuge der Gebietsreform in Bayern nach Markt Erlbach eingemeindet.

## Einwohnerentwicklung
| Jahr      | 001818 | 001840 | 001861 | 001871 | 001885 | 001900 | 001925 | 001950 | 001961 | 001970 | 001987 | 002017 | 002023 |
| Einwohner | 87     | 103    | 122    | 92     | 98     | 83     | 63     | 91     | 59     | 50     | 48     | *38    | *41    |
| Häuser    | 16     | 16     |        |        | 16     | 17     | 12     | 12     | 11     |        | 11     |        |        |
| Quelle    | [ 10 ] | [ 11 ] | [ 12 ] | [ 13 ] | [ 14 ] | [ 15 ] | [ 16 ] | [ 17 ] | [ 18 ] | [ 19 ] | [ 20 ] |        | [ 1 ]  |

## Religion
Der Ort ist seit der Reformation evangelisch-lutherisch geprägt und bis heute nach St. Kilian (Markt Erlbach) gepfarrt. Die Katholiken gehören zur Kirchengemeinde Maria Namen (Markt Erlbach), die ursprünglich eine Filiale von St. Michael (Wilhermsdorf) war und seit 2019 eine Filiale von St. Johannis Enthauptung (Neustadt an der Aisch) ist.